# عملية بترتون-كرول
عملية بترتون-كرول هي عملية صناعية تهدف إلى إزالة شوائب البزموت من الرصاص.

## وصف العملية
تعتمد العملية كيميائياً على إضافة الكالسيوم والمغنسيوم إلى المزيج المنصهر من الرصاص الحاوي على شوائب البزموت؛ مما يؤدي إبى تشكيل مركبات كيميائية للبزموت ذات نقطة انصهار أعلى من الرصاص وذات كثافة أخف مما يمكّن من إزالتها من على السطح على شكل رغوة من الخبث (زغل). تعالج مركبات البزموت لاحقاً بغاز الكلور لتحرير البزموت. تجرى العملية عند درجات حرارة بين 380 - 500 °س.
هناك بدائل صناعية أخرى لهذه العملية من أجل فصل فلزي الرصاص والبزموت تتمثل إما بعملية بلورة تجزيئية (Fractional crystallization) أو بإجراء عملية بيتس المعتمدة على التحليل الكهربائي.

## التاريخ
طور المهندس وليام جستن كرول William Justin Kroll العملية وحصل لها على براءة اختراع لأول مرة سنة 1922؛ ثم قام المهندس جيسي بترتون Jesse Oatman Betterton بتطويرها لاحقاً في ثلاثينات القرن العشرين.